# 逆行沙丘
逆行沙丘（英語：antidune）是一種在河流以及其他渠道環境中的沙丘狀層面。它發生於超界流中，即福祿數數大於1.0或流速超過波速。當中，沉積物沉積在上游（英語：stoss）側並從下游（英語：lee）側被侵蝕，此與沙丘相反;而逆行沙丘往上游方向遷移，亦然同理。此外，逆行沙丘可被稱為同相河床，亦即水面的高低與河床的高低相似，当反沙丘向上游遷移時，其振幅增加，水面上的合成波的振幅也同樣地會增加。而當水面波浪變得不穩定、垮塌后並沖向下游時，大部分反沙丘亦会被破壞。